# Procédure d'appel (Éducation nationale)
En France, une procédure d'appel peut être déposée à propos d'une décision d'orientation prise en conseil de classe si celle-ci n'est pas en accord avec les souhaits de la famille et/ou de l'élève.

## Modalités et délais
La famille qui n'est pas d'accord avec la décision d'orientation a la possibilité de faire appel auprès d'une commission d'appel présidée par l'inspecteur d'académie-directeur académique des Services de l’Éducation nationale (IA-DASEN) par délégation du recteur.
Cette décision d'orientation est notifiée par courrier par le chef d'établissement. Le délai d'appel est de 3 jours ouvrables à compter de la réception de cette notification
Après entrevue avec le chef d'établissement, la famille sera informée des modalités de mise en œuvre de cette procédure, de la date et du lieu de réunion de la commission d'appel. 
La famille doit alors constituer un dossier devant comporter en plus des documents administratifs, une lettre argumentée pour justifier la demande (difficultés familiales, de santé, projet professionnel de l'élève).

## Commission d'appel
La commission d'appel est constituée de :
- le directeur académique des services de l'éducation nationale ou son représentant ;
- deux chefs d'établissement ;
- un conseiller principal d'éducation ;
- un directeur de centre d'information et d'orientation ;
- trois représentants des parents.

La commission peut s'adjoindre un médecin de santé scolaire et une assistante sociale scolaire.
Le chef d'établissement transmet à la commission les décisions motivées ainsi que tous les éléments susceptibles d'éclairer cette instance.
Le dossier de l'élève est présenté par un professeur de la classe à laquelle appartient l'élève et par le conseiller d'orientation psychologue intervenant dans l'établissement scolaire fréquenté par l'élève.
Les décisions prises par la commission d'appel valent décisions d'orientation définitives et ne sont pas contestables.
Si à l'issue de la commission d'appel, la famille n'obtient pas la voie d'orientation demandée, elle peut demander le redoublement de l'élève dans sa classe d'origine. Cette demande n'est possible qu'une seule fois.